# Leonard Schwartz
Leonard Schwartz (né le 23 avril 1913 - mort le 23 novembre 2010) est un joueur australien de tennis.

## Carrière
Finaliste du double des Championnats d'Australie 1946.